# Ruellia epallocaulos
Ruellia epallocaulos är en akantusväxtart som beskrevs av Emery Clarence Leonard, C. Ezcurra och D.C. Wasshausen. Ruellia epallocaulos ingår i släktet Ruellia och familjen akantusväxter. Inga underarter finns listade i Catalogue of Life.